# St. Maria Magdalena (Althausen)

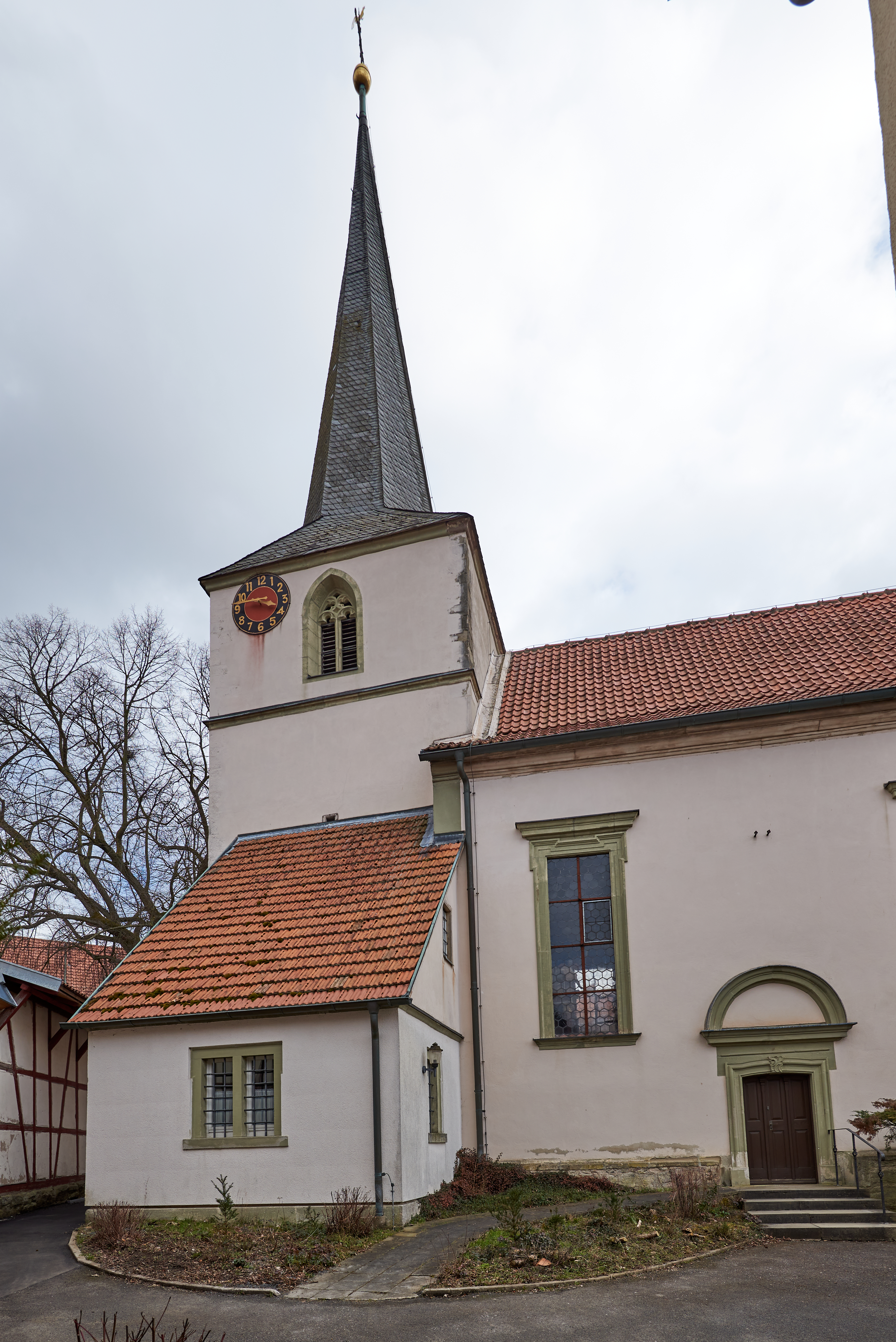
St. Maria Magdalena (Althausen)

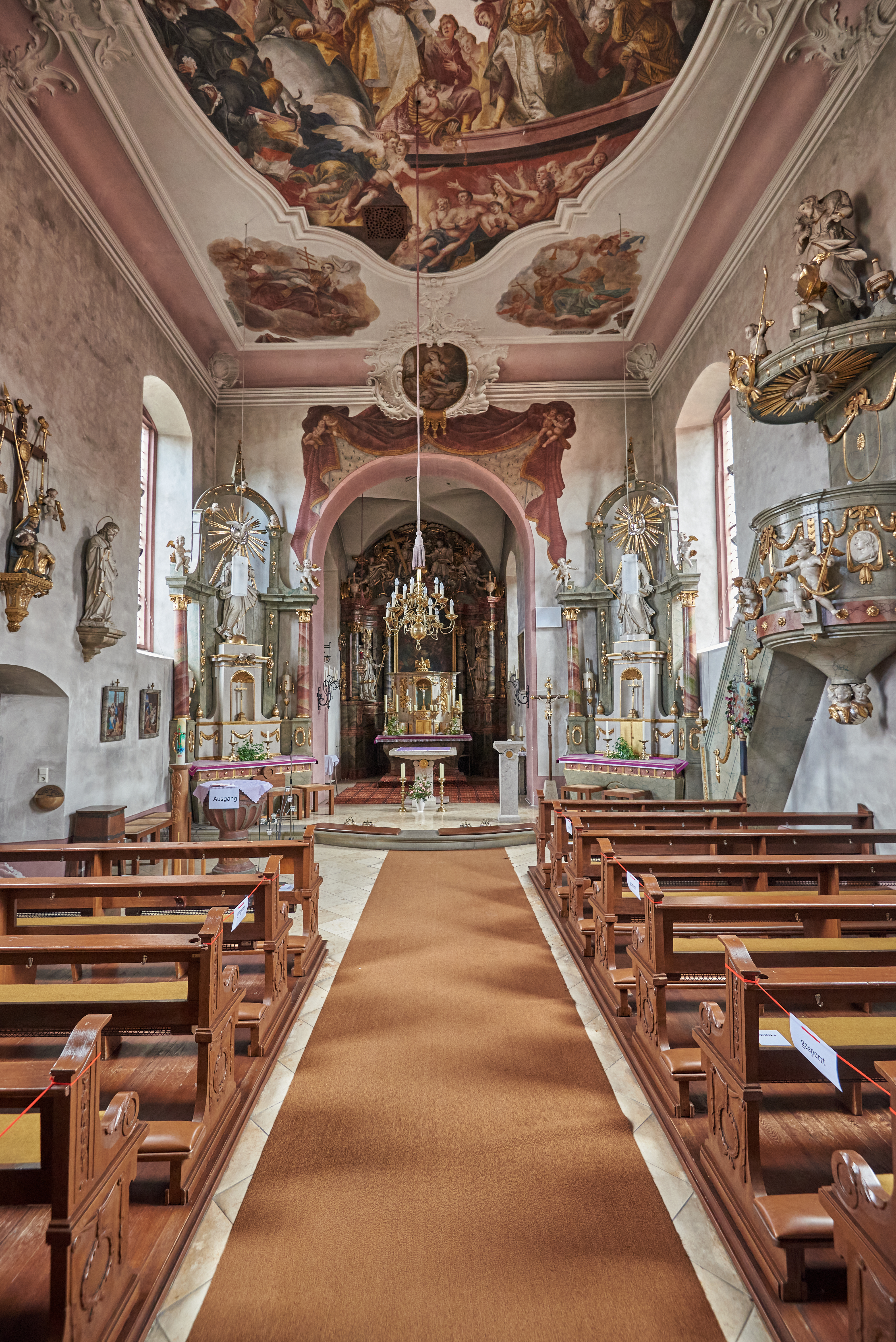
St. Maria Magdalena, Blick auf den Chor

Die römisch-katholische Pfarrkirche St. Maria Magdalena steht im Gemeindeteil Althausen der Stadt Bad Königshofen im Grabfeld im unterfränkischen Landkreis Rhön-Grabfeld in Bayern. Das Turmuntergeschoss des denkmalgeschützten Bauwerks entstand im 14. Jahrhundert. Die Pfarrei gehört zur Pfarreiengemeinschaft Grabfeldbrücke in Bad Königshofen im Grabfeld im Dekanat Bad Neustadt des Bistums Würzburg. Kirchenpatronin ist Maria Magdalena.

## Beschreibung
Der Chorturm aus dem 14. Jahrhundert wurde 1611 aufgestockt und mit einem achtseitigen, schiefergedeckten, spitzen Knickhelm bedeckt. Sein oberstes Geschoss beherbergt die Turmuhr und hinter den Klangarkaden den Glockenstuhl, in dem drei Kirchenglocken hängen. An den Chorturm wurde von 1693 bis 1708 das mit einem Satteldach bedeckte Langhaus angebaut und in der zweiten Hälfte des 19. Jahrhunderts nach Westen verlängert.

## Innenausstattung
Hauptaltar, die beiden Nebenaltäre, die Kanzel und die an den Wänden postierten Skulpturen, das Kirchengestühl ebenso wie die malerische Ausgestaltung des Innenraums stammen aus der Zeit des Barock. Oberhalb des Triumphbogens befindet sich in einer mit Rocaillen reich dekorierten Kartusche ein Bildnis von Maria Magdalena, der Schutzpatronin der Kirche, als Büßerin in ihrer Einsiedelei. Gemalt hat es, ebenso wie den gerafften, mit Hermelin gefütterten Ehrenvorhang um den Triumphbogen der fränkische Maler Johann Peter Herrlein, der auch das Altarblatt des Hochaltars mit einer Darstellung des letzten Abendmahls geschaffen hat.
Die Kanzel aus Stuckmarmor ist mit vergoldeten Girlanden, Medaillons und Putten mit den Symbolen der drei Christlichen Tugenden, Glaube (Kelch), Hoffnung (Anker) und Liebe (Herz), dekoriert. Weitere Putten hocken auf dem Schalldeckel mit der Figur eines Christus als Guter Hirte mit dem Lamm auf der Schulter.

### Das Deckengemälde
Das Deckenfresko, eine Verherrlichung der Ecclesia, stammt ebenfalls von Johann Peter Herrlein, in Zusammenarbeit mit dem Stuckateur Nicolaus Ebner, der die Stuckkartusche geschaffen hat. Das Gemälde zählt zu den sogenannten Erdteil-Allegorien Herrleins. Das Fresko ist am unteren Rand signiert mit Io: Pet: Herrlein.
In den Ecken der Decke sind die vier Kirchenväter, Ambrosius von Mailand, Augustinus von Hippo, Hieronymus und Gregor der Große dargestellt in Gesellschaft von Putten, die mit den typischen Attributen der Heiligen, wie Löwe oder Bienenkorb, Tiara, Kardinalshut oder Bischofsstab herumspielen.